# تتسویا یامازاکی
تتسویا یامازاکی (انگلیسی: Tetsuya Yamazaki؛ زادهٔ ۲۵ ژوئیهٔ ۱۹۷۸) بازیکن فوتبال اهل ژاپن است.
از باشگاه‌هایی که در آن بازی کرده‌است می‌توان به باشگاه فوتبال سرزو اوساکا اشاره کرد.